# Abyssinischer Hase
Der Abyssinische oder Abessinische Hase (Lepus habessinicus) ist eine Säugetierart aus der Gattung der Echten Hasen innerhalb der Hasenartigen. Sein Verbreitungsgebiet beschränkt sich auf einen Teil Ostafrikas am Horn von Afrika im Bereich des namensgebenden ehemaligen Kaiserreichs Abessinien.

## Merkmale
Der Abyssinische Hase ist klein bis mittelgroß mit einer Kopf-Rumpf-Länge von 40 bis 55 Zentimeter und einem Gewicht von etwa 2 Kilogramm. Die Rückenfarbe ist zimtbraun mit schwarzen oder schwarzmelierten Zeichnungen. Der Schwanz ist oberseits schwarz, unterseits weiß. Die Ohren sind nicht ausgesprochen lang und haben eine leichte schwarze Randung. Gegenüber anderen Hasen der Gattung Lepus weist die Art in ihrem Schädel einen isolierten Interparietalknochen auf, der bei den anderen Arten mit dem Scheitelbein verschmolzen ist.

## Verbreitung

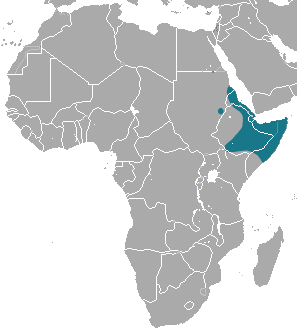
Verbreitungsgebiet des Abyssinischen Hase

Das Verbreitungsgebiet des Abyssinischen Hasen beschränkt sich auf einen Teil Ostafrikas am Horn von Afrika. Es umfasst Somalia mit Ausnahme des Südens, das östliche Äthiopien, Dschibuti, Eritrea und einen kleinen Anteil des Sudan sowie eventuell auch Kenias. Es weitet sich in Regionen aus, die von einer Überweidung betroffen sind. Die Höhenverbreitung reicht von Meereslevel bis etwa 2000 oder sogar 2500 Meter.

## Lebensweise
Der Abyssinische Hase lebt in offenem Grasland, Grassteppen und Savannen bis in wüstenartige Gebiete, in denen Gebüsch als schützende Vegetation vorhanden ist. In diesen Gebieten setzt er sich gegen den Kaphasen (L. capensis) durch, während Regionen mit dichterer Vegetation von anderen Arten wie dem Buschhasen (L. saxatilis), dem Äthiopischen Hasen (L. fagani) oder dem Äthiopischen Hochlandhasen (L. starcki) besiedelt sind. Wahrscheinlich ist der Abyssinische Hase nachtaktiv.

## Systematik
Der Artstatus des Abyssinischen Hasen ist umstritten und er wird von einigen Wissenschaftlern als Unterart des Kaphasen (Lepus capensis) betrachtet; aufgrund des sympatrischen Vorkommens mit dem Kaphasen wird jedoch eine Eigenständigkeit angenommen.
Innerhalb der Art werden neben der Nominatform keine Unterarten unterschieden.

## Gefährdung und Schutz
Die Art wird von der International Union for Conservation of Nature and Natural Resources (IUCN) aufgrund des großen Verbreitungsgebiets und der hohen Bestandszahlen als nicht gefährdet („least concern“) eingestuft. Größere Bedrohungen für den Artbestand sind nicht bekannt, es wird dagegen angenommen, dass sich das Verbreitungsgebiet und die Populationen aufgrund der Überweidung und damit verbundenen Habitatveränderung zugunsten dieser Art vergrößert.

## Belege
1. 1 2 3  Joseph A. Chapman, John E. C. Flux (Hrsg.): Rabbits, Hares and Pikas. Status Survey and Conservation Action Plan. International Union for Conservation of Nature and Natural Resources (IUCN), Gland 1990, ISBN 2-8317-0019-1, S. 80, (PDF; 11,3 MB).
2. 1 2 3 4 5  Lepus habessinicus in der Roten Liste gefährdeter Arten der IUCN 2012.2. Eingestellt von: Andrew T. Smith, C.H. Johnston, C.H., 2008. Abgerufen am 18. November 2012.
3. 1 2  Lepus (? uncertain) habessinicus. In: Don E. Wilson, DeeAnn M. Reeder (Hrsg.): Mammal Species of the World. A taxonomic and geographic Reference. 2 Bände. 3. Auflage. Johns Hopkins University Press, Baltimore MD 2005, ISBN 0-8018-8221-4.